# Здание пакгауза
Здание пакгауза — памятник архитектуры регионального значения в городе Азове, Ростовская область.
Адрес: Ростовская область, город Азов, улица Привокзальная, 12, литер 2. Находится на территории железнодорожной станции Азов. Входит в ансамбль зданий железнодорожного вокзала.
В 2010 году, к 100-летнему юбилею станции, вокзал, исторический жилой дом персонала и пакгауз, являющиеся объектами культурного наследия местного значения, были реконструированы, при этом сохранены все детали и формы зданий 1910 года.